# Rastko Petrovic
Rastko Petrovic, em cirílico: Растко Петровић, (Belgrado, 16 de maio de 1898 - Washington D.C., EUA, 15 de agosto de 1949) foi um escritor e intelectual sérvio, poeta, ensaista, crítico de arte e autor de livros de viagens.
Foi um dos editores da revista Zenit em Zagreb e Belgrado, atuando como crítico influente de arte desde 1921. 
A Sociedade dos Escritores Sérvios instituiu um prestigiado prêmio que leva o seu nome. Também há um museu em Belgrado que o homenageia no nome.